# Kambadahalli, Madhugiri
Kambadahalli là một làng thuộc tehsil Madhugiri, huyện Tumkur, bang Karnataka, Ấn Độ.